# لبه جنگل

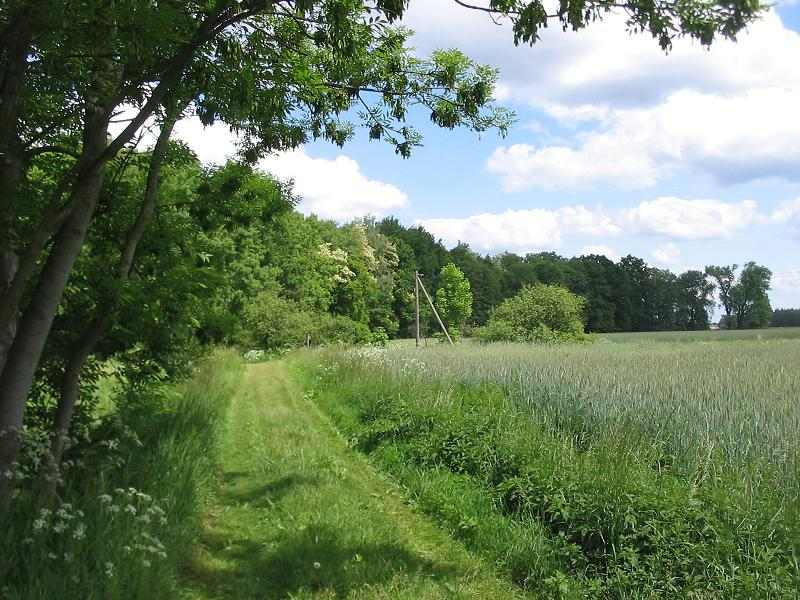
لبه جنگلی در براندنبورگ

لبه جنگل (Forest edge)، منطقه انتقال (بوم‌مرز) از یک منطقه جنگلی به مزارع یا سایر فضاهای باز است. گونه‌های خاصی از گیاهان و جانوران با لبه‌های جنگل سازگار هستند و این گونه‌ها اغلب برای انسان آشناتر از گونه‌هایی هستند که فقط در عمق جنگل‌ها یافت می‌شوند. یک نمونه کلاسیک از گونه‌های لبه جنگل، گوزن دم‌سفید در آمریکای شمالی است.

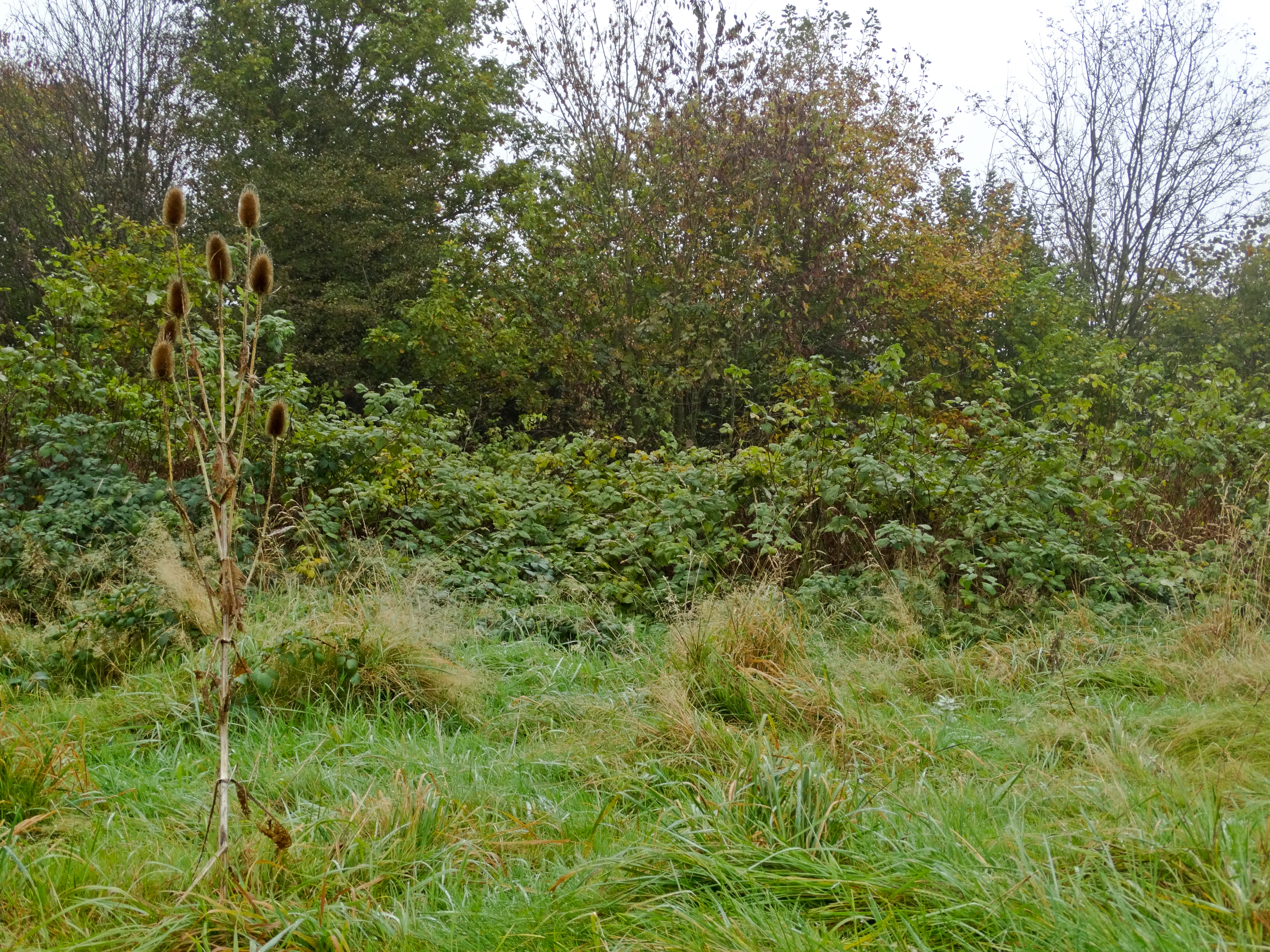
رشد لبه جنگل‌های طبیعی از طریق توالی از یک علفزار رهاشده